# 劉子嗣
劉子嗣（りゅう しし、463年 - 466年）は、南朝宋の皇族。東平王。孝武帝劉駿の二十七男。字は孝叔。

## 経歴
大明7年（463年）、劉駿と謝昭容のあいだの子として生まれた。同年9月、東平王に封じられ、東平沖王劉休倩の後を嗣いだ。
劉休倩の母の顔美人に冷たく当たられたため、泰始2年（466年）に生母の謝昭容が子嗣を本属にもどすよう上表して、明帝の許しをえた。この年のうちに死を賜った。

## 伝記資料
- 『宋書』巻80 列伝第40
- 『南史』巻14 列伝第4